# Bovolenta
Bovolenta är en ort och kommun i provinsen Padova i regionen Veneto i Italien. Kommunen hade 3 471 invånare (2018).